# 北京工艺美术博物馆
北京工艺美术博物馆，是北京专业的工艺美术博物馆，隶属北京工美集团有限责任公司。

## 简介
1987年8月29日，北京工艺美术博物馆在北京市东城区沙滩后街30号开馆。该馆是中国第一家专业的工艺美术博物馆。隶属于1980年经北京市人民政府批准成立的北京市工艺美术品总公司（1993年改组为北京工美集团总公司，2001年2月成立北京工美集团有限责任公司）。后来，该博物馆迁入王府井工美大厦，面积550平方米。2012年，新建落成了奥林匹克公园主馆、德胜门工美大厦分馆。原王府井工美大厦的旧馆改称王府井工美大厦分馆。2013年，位于东四环红领巾桥西南的北京城工美大厦开业，其内的北京工艺美术博物馆北京城分馆同时开馆，并举办“北京工艺美术博物馆馆藏精品展”。2016年12月21日，经过半年升级改造的奥林匹克公园主馆正式开放，主馆以展示北京传统工艺美术“四大名旦”即牙雕、玉雕、景泰蓝、雕漆工艺品为主。
北京工艺美术博物馆现设有1个主馆，3个分馆（各场馆均兼有商业销售功能）：
- 奥林匹克公园主馆：位于北京市朝阳区天辰东路8-10-12新奥工美大厦。主要展出中华人民共和国成立以来北京地区工艺美术大师的作品[1]。
- 德胜门分馆：位于北京市西城区安德路83号德胜门工美大厦4层。主要展出青铜、瓷器[1]。
- 北京城分馆：位于北京市朝阳区东四环中路37号北京城工美大厦，主要展出民间工艺品[1]。
- 王府井分馆：位于北京市东城区王府井大街200号王府井工美大厦，主要展出北京传统工艺美术“四大名旦”即玉雕、牙雕、景泰蓝、雕漆等[1]。